# LaYaka Ndwandwe
LaYaka Ndwandwe (Prima del 1745 – Dopo il 1780) è stata brevemente la regina reggente dello Swaziland nel 1780 dopo la morte di suo figlio Ngwane III, fino a quando Ndvungunye divenne il re dello Swaziland.